# Bångbro
Bångbro is een plaats in het landschap Västmanland (midden-Zweden) centraal gelegen in de gemeente Ljusnarsberg, provincie Örebro län. Bångbro en Kopparberg zijn in de loop der tijd tegen elkaar aangegroeid. In de bevolkingsstatistieken wordt Bångbro meegeteld bij Kopparberg. Het is een typisch Zweeds industriedorp, dat tot ontwikkeling kwam rond een grote fabriek in het begin van de 20e eeuw.

## Ligging
Bångbro ligt direct ten zuidoosten van Kopparberg.

## Geschiedenis

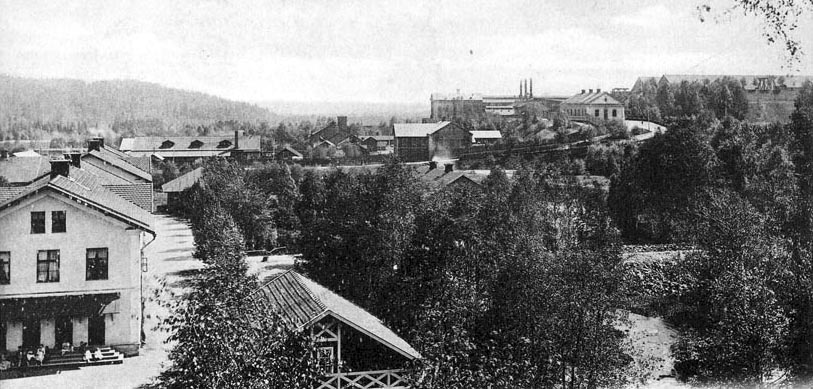
Bångbro, begin 20e eeuw. Op de achtergrond is de staalfabriek te zien.

Het dorp Bångbro is tot ontwikkeling gekomen na de stichting van een staalfabriek in 1872. Het initiatief tot de bouw van de staalfabriek werd genomen door grootindustrieel Leo Wallmo. In de herfst van 1874 was een groot complex opgebouwd met hoogovens, staalproductie, een gieterij en gebouwen voor ondersteunende functies. Daarnaast was een ertsveld aangekocht en een kanaal voor een waterkrachtcentrale gegraven. Door deze grote investeringen was het risicokapitaal verbruikt en was verkoop van het complex onvermijdelijk geworden. Enige jaren later werd de fabriek omgevormd tot een producent van gereed product. Na enige aanloopproblemen werd het produceren van stalen buizen de voornaamste activiteit van de fabriek. Door de jaren heen is het complex diverse malen overgenomen door nieuwe eigenaren. De laatste eigenaar, het Uddeholm concern, beëindigde de resterende activiteit in 1987. De koudwalserij had op dat moment nog 200 personeelsleden in dienst.